# Spread Firefox
Spread Firefox - officieel afgekort als SFx - was een online gemeenschap van tienduizenden Mozilla Firefox-fans met als doel de Firefox-webbrowser wereldwijd te promoten. Deze website werd gesticht op 14 september 2004 door Blake Ross en Asa Dotzler.

## Geschiedenis en ontwikkeling

### Pre-SFx-acties
Voordat de SFx-website bestond waren er een aantal acties genaamd "marketing week". Deze acties werden georganiseerd door Blake Ross en Asa Dotzler.
- 7 juli 2004: De hele gemeenschap werd aangemoedigd om te stemmen op Firefox en/of een recensie te schrijven in CNET's website Download.com. Het doel was om duizend beoordelingen te krijgen in 1 week. Dit doel werd zeer snel bereikt. 1369 mensen gaven Firefox een 96% qua waardering en 1220 mensen gaven het een waardering van 5 sterren (100%).
- 15 juli 2004: Het doel was om een team te vormen (met de naam "For the Record") met toegewijde, geëngageerde, vastberaden leden die snel gemobiliseerd konden worden om te kunnen reageren op verschillende soorten van persaandacht.
- 23 juli 2004: Het doel was om 50 gedoneerde advertentieruimtes te krijgen in magazines of drukbezochte websites.
- 2 augustus 2004: Het doel was om tientallen bloggers te contacteren die gek waren van Firefox en ze aan te moedigen om "Get Firefox" 'buttons' op hun blogs te zetten.
- 20 augustus 2004: De taak was om de gemeenschap voor te bereiden op een toekomstige campagne om Firefox te verspreiden.[1]

Van al de verschillende "marketing weeks" was de eerste het meest succesvol. Om toekomstige marketing campagnes te vergemakkelijken werd de SFx-site opgericht.

### Noemenswaardige SFx-acties

#### Feedback Download.com
Deze voortdurende actie moedigt SFx-leden aan om op Firefox te stemmen en er recensies voor te schrijven op Download.com. Hierdoor wordt de waardering oftewel de 'rating' van de browser verhoogd zodat het meer aandacht krijgt van andere Download.com-bezoekers. Critici vinden dit een controversiële tactiek omdat men het ziet als een manipulatie van de feiten. Als weerwoord wordt gezegd dat de SFx-leden niet gedwongen worden om te stemmen of positieve beoordelingen te schrijven. Ze worden slechts aangemoedigd om hun meningen te geven.

#### Advertentie in de New York Times
Op 19 oktober 2004 kwam er een kleine mededeling op de SFx-site. Er stond dat men een geldinzameling ging organiseren om een volledige pagina aan advertentieruimte te kunnen kopen in de New York Times. In deze advertentie maakte men de nieuwste versie van Firefox bekend, namelijk Firefox 1.0.

#### Wereldrecord downloads
Als onderdeel van de Spread Firefox-campagne werd geprobeerd het wereldrecord voor downloads te breken met de release van Firefox 3. Dit resulteerde in een officieel gecertificeerd Guinness wereldrecord, met meer dan acht miljoen downloads.

### Stopzetting
In februari 2011 kondigde Mozilla aan dat het Spread Firefox (SFx) zou stopzetten. In mei 2011 sloot Mozilla Spread Firefox officieel. Mozilla schreef dat "er momenteel plannen zijn om op een later tijdstip een nieuwe versie van deze website [Spread Firefox] te creëren."